# Helmut Bartuschek
Helmut Bartuschek (* 25. Dezember 1905 in Gleiwitz/Oberschlesien; † 18. Mai 1984 in Leipzig) war ein deutscher Lyriker und Übersetzer französischer Literatur.

## Leben
Helmut Bartuschek zog 1922 nach Leipzig, wo er 1925 das Abitur machte und Romanistik, Kunstwissenschaft, Philosophie sowie Büchereiwesen studierte. Er arbeitete als Bibliothekar und war Mitarbeiter verschiedener Literaturzeitschriften. 1940 wurde er zum Kriegsdienst eingezogen. Nach seiner Entlassung aus der französischen Kriegsgefangenschaft (1944–1948) lebte er wieder in Leipzig.
Bartuschek debütierte mit Gedichten 1929 in der von Klaus Mann herausgegebenen Anthologie jüngster Lyrik. Sein erster eigener Lyrikband wurde von Georg Maurer gefördert. Bekannter als durch eigene Werke wurde Bartuschek jedoch durch seine Übersetzungen und Nachdichtungen aus dem Französischen.

## Werke

### Lyrik
- Erde, Leipzig 1938
- Verwandelte Welt, Berlin 1962[1]
- Die Häutung des Schlangenkönigs, Leipzig 1983 (Hrsg. Roland Erb)[2]
- Waldamtmann, 2016, ISBN 3-944064-98-4

### Übersetzungen
- Guy de Maupassant, Fettklößchen, Erzählungen 1950
- Guy de Maupassant, Eine Landpartie, 1965
- Guy de Maupassant, Pariser Abenteuer (mit K. Friese), 1964
- Guy de Maupassant, Meisternovellen, 3 Bände, 1984
- Guy de Maupassant, Die lieben Verwandten und andere heitere Erzählungen, 1952
- Guy de Maupassant, Das Brot der Sünde, 1960
- Guy de Maupassant, Unter dem Siegel der Verschwiegenheit, 1961
- Paul Arène, Carmentrans Ende, 1952
- Norbert Casteret, Im Dunkel der Höhlen
- Der gallische Hahn, französische Gedichte von der Zeit der Troubadors bis in unsere Tage in deutscher Nachdichtung, 1957
- Französische Liebesgeschichten von Nodier bis Maupassant, 1957
- Victor Hugo, Die schwarze Fahne, 1962
- Sylvain Maréchal, Das jüngste Gericht der Könige, 1963
- Charles de Coster, Flämische Mähren, 1963
- Gustave Flaubert, November, 1984
- Gustave Flaubert, Leidenschaft und Tugend, 1988
- Prosper Mérimée, Auserlesene Novellen, 1951
- Prosper Mérimée, Colomba, 1990[3]

## Preise
- Literaturpreis der Stadt Leipzig 1938
- Kunstpreis der Stadt Leipzig, 1980[4]

## Mitgliedschaften (Auswahl)
- Paul-Ernst-Gesellschaft